# Time Slip (álbum de Super Junior)
Time Slip (también conocido como Time_Slip) es el noveno álbum de estudio del grupo surcoreano Super Junior lanzado el 14 de octubre por SM Entertainment. En el álbum participaron 9 miembros activos del grupo: Leeteuk, Heechul, Yesung, Shindong, Eunhyuk, Donghae, Siwon, Ryeowook, además de Kyuhyun, quien no participaba en un álbum grupal desde 2015 debido a su servicio militar.

## Antecedentes y producción
El 26 de agosto Super Junior lanzó un adelanto de la tercera temporada de SJ Returns, un reality show con la finalidad de que las fanes pudieran ver la planeación y producción del nuevo álbum del grupo, planeado a lanzarse a finales de año
Asimismo, el grupo anunció su nueva gira de conciertos, titulada Super Show 8: Infinite Time la cual tiene como fin promocionar el nuevo álbum del grupo. Las primeras fechas en anunciarse fueron en Seúl para el 12 y 14 de octubre. Inicialmente se enfatizó la participación de los 9 miembros, pero finalmente el 30 de agosto Label SJ anunció que Heechul había decidido no participar en los conciertos ni en promociones de álbum por cuestiones de salud
El día 3 de septiembre, Super Junior anunció de manera oficial su comeback con su noveno álbum de estudio a través de una cuenta regresiva en su página oficial que anunciaba: "Super Junior Comeback 999:00:00" junto con 9 imágenes crípticas sobre el concepto del álbum. Como el conteo inició en 999 horas, se confirmó que el álbum sería lanzado el 14 de octubre a las 18:00 p. m.. Posteriormente se anunció un calendario que indicaba las fechas en las que el grupo publicaría adelantos del nuevo álbum a lo largo de septiembre y octubre y el 5 de octubre se reveló el nuevo logo del álbum
El 25 de octubre el sello discográfico del grupo anunció que se lanzaría a la venta una edición especial de Time_Slip titulada Timeline el día 6 de noviembre, con motivo del 14vo aniversario de Super Junior. Contendrá las mismas canciones del Time_Slip, pero contará con una empaquetación especial de aniversario.

## Promoción
El 10 de septiembre se lanzó el primer sencillo promocional titulado Show junto con un video musical que contenía clips de conciertos pasados del grupo. El 17 de septiembre se lanzó un segundo sencillo promocional titulado Somebody New  y el 27 de septiembre se lanzó un tercer sencillo titulado The Crown junto con un video que contenía la letra de la canción
El 4 de octubre se lanzó un cuarto sencillo promocional titulado I Think I, una canción con influencias latinas
Adicionalmente, se anunció que el grupo completo aparecería como invitado de programas de variedades coreanos como Knowing Bros, Idol Room, My Ugly Duckling, After Mom Falls Asleep, My Teacher is my Age, Hidden Track y Run.Wav para promocionar el álbum El 12 de octubre se inició la gira de conciertos Super Show 8: Infinite Time con el fin de promocionar el álbum de manera internacional.
El 14 de octubre se esperaba el lanzamiento físico y digital del álbum, así como el lanzamiento del video oficial de Super Clap, la canción principal del álbum, sin embargo, las actividades de promoción del álbum se vieron modificadas tras el fallecimiento de Sulli, amiga y compañera de agencia del grupo. El álbum se lanzó de manera física y digital el 14 de octubre, pero el video musical se lanzó el 18 de octubre a las 0:00 horas de Corea del Sur y el grupo inició promoción activa del álbum hasta el 18 de octubre, con su presentación de comeback en Music Bank hasta el 26 de octubre en Show!Music Core. 

## Desempeño comercial
Medios anunciaron que durante la pre-venta del álbum se habían hecho aproximadamente 350 mil órdenes de Time_Slip, lo que reafirmó el estatus firme del grupo en su trayectoria de 14 años en la industria. Durante su primer día de ventas normales Hanteo contabilizó poco más de 170 mil álbumes vendidos, convirtiéndose en el álbum con más ventas en su primer día de lanzamiento en la carrera del grupo (el récord anterior lo tenía Play con 125,000 discos vendidos), para el final de su primera semana de ventas el disco logró vender 170 mil unidades. De manera internacional, el álbum rompió records al posicionarse como el álbum más vendido en iTunes en 32 países (el anterior record lo tenía Replay con 28 países): Nueva Zelanda, Polonia, Brasil, Chile, Colombia, Ecuador, Argentina, Guatemala, México, Perú, República Dominicana, Brunéi, Nicaragua, España, Costa Rica, Emiratos Árabes Unidos, Jordania, Arabia Saudita, Israel, Qatar, Baréin, Singapur, Hong Kong, Taiwán, Macao, Malasia, Tailandia, Sri Lanka, Filipinas, Indonesia, Omán y Vietnam. Además, Time_Slip se mantuvo como el álbum más vendido de manera global en iTunes durante tres días consecutivos.

## Posicionamiento
| País           | Chart                     | Posición |
| -------------- | ------------------------- | -------- |
| Japón          | Oricon Weekly Album Chart | 7        |
| Corea del Sur  | Gaon Album Chart          | 1        |
| Estados Unidos | Billboard Album           | 9        |

## Premios

### Premios recibidos en programas musicales
Time_Slip ganó dos premios (la última vez que el grupo había ganado había sido en 2014 con Mamacita), el 25 de octubre Super Junior se presentó y recibió su segundo premio en Music Bank. 
| Canción    | Programa    | Fecha         |
| ---------- | ----------- | ------------- |
| Super Clap | M!Countdown | 24 de octubre |
| Super Clap | Music Bank  | 25 de octubre |

## Lista de canciones
| N.º            | Título         | Letra                                                                       | Música                                                      | Duración |
| -------------- | -------------- | --------------------------------------------------------------------------- | ----------------------------------------------------------- | -------- |
| 1.             | The Crown      | Lee Yoo-jin, danke (lalala Studio)                                          | Jake K (ARTiffect), Nick kaelar, Andy Love                  | 3:40 min |
| 2.             | SUPER Clap     | lalala Studio                                                               | Sebastion Thott, Andress Oberg, Ninos Hanna                 | 3:29 min |
| 3.             | I Think I      | January 8th, Jo Yoon-kyung, Eunhyuk                                         | Jo Yoon-kyung, Nermin Harambasic, Jakob Mihoubi, Rudi Daouk | 3:22 min |
| 4.             | Game           | ZNEE (153/Joombes), Jung Ku-ru & Kim Ji-soo (Jam Factory), Heechul, Eunhyuk | Davey Nate, ROVIN                                           | 3:37 min |
| 5.             | Somebody New   | Seo Ji-eum                                                                  | Hyuk Shin, MRey (153/Joombes)                               | 3:22 min |
| 6.             | Skydive        | Lee Yoo-jin                                                                 | FRANTS, Drew Ryan Scott, Sean Michael Alexander             | 3:56 min |
| 7.             | Heads Up       | Jo Yoon-kyung                                                               | Alexander Karlsson, Alexej Viktorovitch, Sandra Lyng        | 3:18 min |
| 8.             | Stay With Me   | seizetheday, Le'mon                                                         | Trippy, Le'mon                                              | 3:12 min |
| 9.             | No Drama       | Leeteuk, Oneway                                                             | Leeteuk, Oneway                                             | 3:18 min |
| 10.            | Show           | Kim Dong-ryul                                                               | Kim Dong-ryul                                               | 3:50 min |
| Duración total | Duración total | Duración total                                                              | Duración total                                              | 35 min   |

## Historia de lanzamiento
| Región        | Formato                                       | Fecha         | Sello discográfico                    |
| ------------- | --------------------------------------------- | ------------- | ------------------------------------- |
| Corea del Sur | CD - Descarga digital - Plataformas digitales | 14 de octubre | SM Entertainment . Label SJ . Dreamus |
| Internacional | CD - Descarga digital - Plataformas digitales | 14 de octubre | SM Entertainment . Label SJ           |